# 科西夫西卡波利亞納

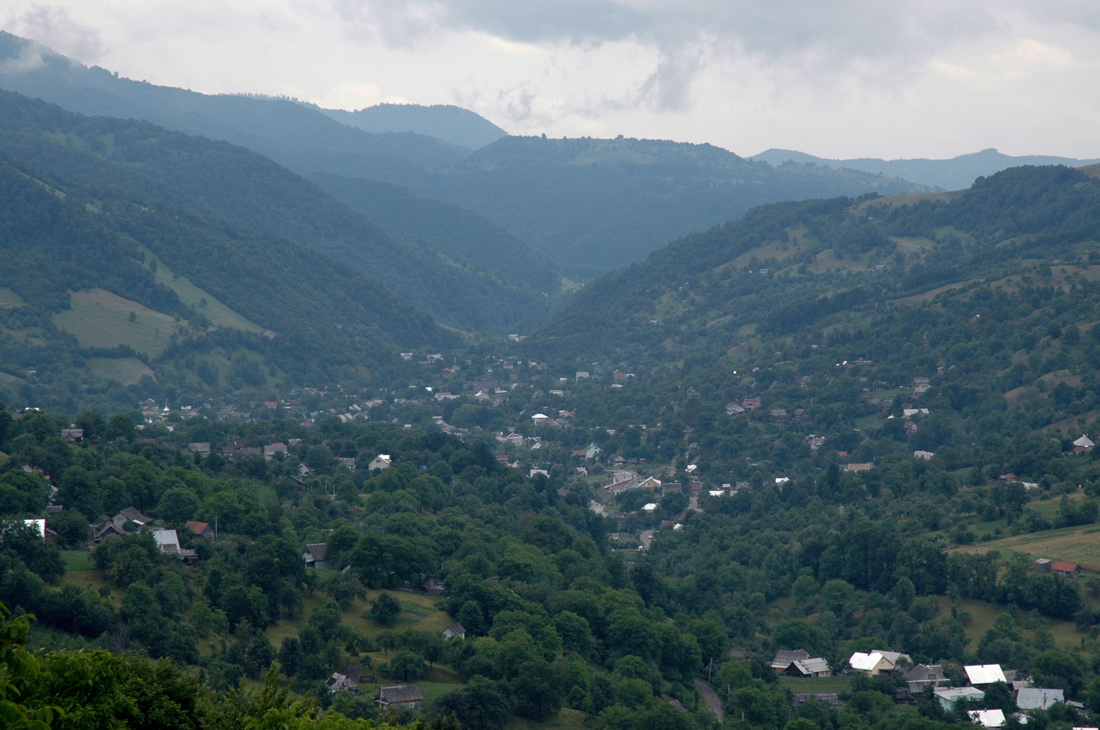

48°0′11″N 24°6′25″E / 48.00306°N 24.10694°E
科西夫西卡波利亞納（烏克蘭語：Косівська Поляна）是位於烏克蘭西部外喀爾巴阡州的拉希夫區的村莊，處於科索夫斯卡河畔，始建於1537年，面積11.29平方公里，海拔高度450米，2001年人口4,222。